# Adventuredome
Koordinaten: 36° 8′ 17″ N, 115° 9′ 58″ W

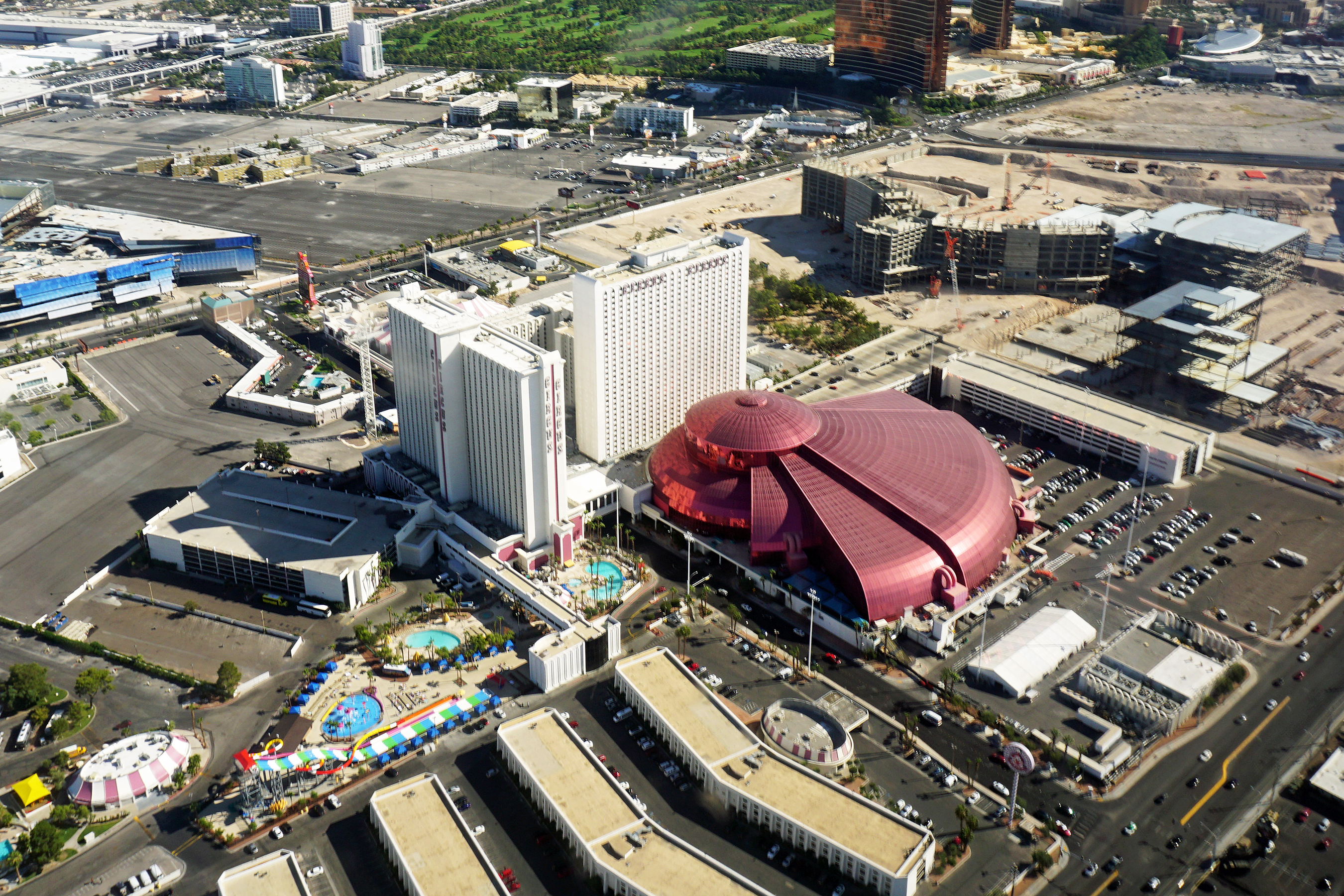
Der rosafarbene Adventuredome,
Teil des Circus Circus Geländes.

Der Adventuredome (früher Grand Slam Canyon) in Winchester ist ein direkt an das Circus Circus Hotel angebauter Indoor-Vergnügungspark am Las Vegas Strip.
Der Freizeitpark ist in Besitz von Phil Ruffin, einem US-amerikanischen Geschäftsmann. Der Park befindet sich unter einer großen Glaskuppel und bietet verschiedene Attraktionen, darunter die Achterbahnen „Canyon Blaster“ und „El Loco“, eine Kletterwand, einen 18-Loch-Minigolfplatz, eine Videospielhalle und Jahrmarktspiele. Der Park ist ganzjährig geöffnet.

## Geschichte
Circus Circus Enterprises kündigte den Freizeitpark am 26. August 1992 als Zusatz zum Circus Circus Las Vegas Resort an. Der Grand Slam Canyon, der dem Grand Canyon nachempfunden ist, sollte westlich des Casinos auf einem Dach oberhalb eines Parkplatzes errichtet werden. Der Park kostete 90 Millionen Dollar. Die Bauarbeiten begannen im September 1992, und die Eröffnung war ursprünglich für den darauffolgenden Juli geplant. Circus Circus hoffte, den Grand Slam Canyon Freizeitpark vor dem kommenden MGM Grand Adventures Themenpark zu eröffnen.
Grand Slam Canyon wurde schließlich am 23. August 1993 eröffnet. Er verfügte über Wildwasserbahnen, zwei lagunenartige Pools, einen Lazy River und eine Nachbildung eines Pueblo. Der Park besaß zu diesem Zeitpunkt vier Attraktionen: die Canyon Blaster Achterbahn, das Twist 'N' Shout Wasser-Rafting, den Rim Runner und die Hot Shotz Lazer Tag Arena, jetzt bekannt als Lazer Blast. Der Park verfügte anfangs auch über acht große animatronische Dinosaurier, die im ganzen Park verteilt waren und vor denen die Besucher die Möglichkeit hatten, Informationstafeln zu lesen.
Der Grand Slam Canyon war ursprünglich sehr beliebt, aber die Besucher äußerten oft den Wunsch nach mehr Attraktionen. Nach dem Feedback wurde der Park ab April 1994 für 45 Tage geschlossen, um ihn umzugestalten, wobei 15 Millionen Dollar in neue Attraktionen investiert wurden. Während des Umbaus wurden mehrere familienfreundliche Attraktionen hinzugefügt, wie Shows, Canyon Cars (Autoscooter), Sand Pirates (ein schwingendes Piratenschiff), Miner Mike (eine Mini-Achterbahn), Thunderbirds (eine Mini-Flugzeugfahrt) und Drifters (ein Mini-Riesenrad). Die Twist 'N' Shout-Wasserbahn wurde entfernt, um Platz für mehrere dieser Fahrgeschäfte zu schaffen. Nach dem Umbau wurden dem Freizeitpark alle paar Jahre ein oder zwei Fahrgeschäfte hinzugefügt, wenn der Platz frei wurde. Ursprünglich verlangte der Park einen Eintrittspreis von 10 $, dieser wurde jedoch zugunsten einer Gebühr von 2,50 $ pro Fahrt gestrichen. Der Name wurde 1997 geändert in Adventuredome.
Der Adventuredome konkurrierte bis 2002 mit dem MGM Grand Adventures Themenpark, wobei Adventuredome den Vorteil einer Klimatisierung besaß. Der Themenpark von MGM befand sich im Freien und hatte das Problem sehr heißer Sommermonate. Zudem konkurrierte der Park von Circus Circus mit dem nahe gelegenem Wasserpark Wet ’n Wild, welcher im Jahr 2004 geschlossen wurde.
Der Adventuredome begann 1998, IMAX-Fahrgeschäfte anzubieten, darunter eines, welches auf der Zeichentrickserie ReBoot basierte. In den Jahren darauf fügte man mehrere Thrill Rides hinzu, darunter ein Inverter im Jahr 1999, einen Chaos im Jahr 2001 und einen Sling Shot im Jahr 2004. Die neuen Fahrgeschäfte waren Teil der Bemühungen, eine ältere Zielgruppe ab ca. 13 Jahren anzusprechen. Am 3. Februar 2013 wurde der Rim Runner dauerhaft geschlossen, um Platz für eine neuere Achterbahn namens El Loco zu machen, die am 18. Februar 2014 eröffnet wurde. Die Schließung des Rim Runner ließ den Canyon Blaster als einzige originale Fahrt der Parkeröffnung übrig.
Phil Ruffin kaufte 2019 das Circus Circus Hotel und Casino sowie den Adventuredome von MGM Resorts International.

## Besucherzahlen
Der Park empfing seinen millionsten Gast im Mai 1994 und seinen zehnmillionsten im Juli 1998. Zu dieser Zeit hatte der Park durchschnittlich zwei Millionen Besucher pro Jahr. Ein Rekord für die tägliche Besucherzahl wurde am 27. November 1999 mit 30.130 Besuchern aufgestellt. Am 1. Januar 2009 hatte der Adventuredome seinen 50-millionsten Besucher. Im Jahr 2014 lag die Besucherzahl bei 3,2 Millionen Menschen.

## Fright Dome
Im Jahr 2003 ging der Adventuredome eine Partnerschaft mit den Brüdern Jason und Michael Egan ein, denen Fright America gehörte, um den Freizeitpark in eine temporäre Halloween-Attraktion namens Fright Dome zu verwandeln. Das Projekt, das nach dem Vorbild von Knott’s Scary Farm gestaltet wurde, sollte die Besucherzahlen im Oktober erhöhen, welcher normalerweise ein schlechter Monat für Besucher war. Fright Dome beinhaltete Gruselkabinette und Schauspieler in Kostümen. Neun der Fahrgeschäfte des Themenparks, die sich an jüngere Kinder richten, wurden während der Fright-Dome-Veranstaltung geschlossen, um eine ältere Zielgruppe anzusprechen.
Der Fright Dome wurde zu einer jährlichen Veranstaltung im Adventuredome, die jedes Jahr im Oktober stattfindet. Die Kosten für die Veranstaltung betrugen ca. 2 Millionen Dollar. Für jede Fright-Dome-Veranstaltung wurde jedes Jahr neue Attraktionen hinzugefügt. USA Today zählte den Fright Dome zu den Top 10 der Horror-Attraktionen in den USA. Im Jahr 2014 bekam Fright Dome einen neuen Standort in Hong Kong.
Im Jahr 2017 wurde bekannt, dass der Fright Dome ab 2018 nicht mehr stattfinden wird.

## Achterbahnen
| Name           | Bild | Typ               | Hersteller     | Eröffnungsjahr | Schließungsjahr |
| -------------- | ---- | ----------------- | -------------- | -------------- | --------------- |
| Canyon Blaster |      | Loopingachterbahn | Arrow Dynamics | 1993           |                 |
| El Loco        |      | El Loco           | S&S            | 2014           |                 |
| Miner Mike     |      | Kinderachterbahn  | Wisdom Rides   | 1994           | 2019            |